# Ivo Brešan
Ivo Brešan (ur. 27 maja 1936 w Vodicach, zm. 3 stycznia 2017 w Zagrzebiu) – chorwacki pisarz i dramaturg. Ukończył slawistykę na zagrzebskim uniwersytecie. Z zawodu nauczyciel gimnazjalny w Szybeniku.
W Polsce znany głównie ze sztuk teatralnych. Przedstawienie Hamleta we wsi Głucha Dolna wyreżyserowane przez Olgę Lipińską zostało zaliczone do Złotej Setki Teatru TV.

## Wybrane dramaty
- Diabelskie nasienie (chor. Ledeno sjeme)
- Elektrownia wodna w Suchym Dole (chor. Hidrocentrala u Suhom Dolu)
- Przedstawienie Hamleta we wsi Głucha Dolna (chor. Predstava Hamleta u selu Mrduša Donja)
- Szatan na wydziale filozoficznym (chor. Nečastivi na Filozofskom fakultetu)
- Uroczysta kolacja w przedsiębiorstwie pogrzebowym (chor. Svečana večera u pogrebnom poduzeću)
- Wykopaliska archeologiczne we wsi Dilj (chor. Arheološka iskapanja kod sela Dilj)